# تپه تپه باشی
تپه تپه باشی مربوط به عصر آهن است و در شهرستان گرمی، بخش مرکزی، دهستان اجارود مرکزی، روستای تپه باشی واقع شده و این اثر در تاریخ ۱۲ شهریور ۱۳۸۶ با شمارهٔ ثبت ۱۹۴۲۶ به‌عنوان یکی از آثار ملی ایران به ثبت رسیده است.